# The Suffering: Los lazos que nos unen
The Suffering: Ties That Bind es un videojuego de acción y terror de la compañía Midway Games, lanzado en 2005 para PlayStation 2, Xbox y PC. El juego fue lanzado en Norteamérica en septiembre y en Europa en octubre. En 2017 fue lanzado en GOG.com. Es una secuela del juego de 2004 The Suffering. El juego posee una ambientación Gore y mezcla puzles, acción, disparos y terror. 
La historia vuelve a centrarse en el personaje de Torque, que sigue atormentado por su pasado y aún quiere encontrar al malvado Blackmore, un hombre relacionado con la muerte de su mujer y sus hijos: asimismo aparecen varios flashbacks sobre el pasado de Torque. De repente la ciudad es tomada por horribles criaturas, al igual que ocurría con la cárcel en el primer juego. Mientras busca sobrevivir y descubrir más sobre su pasado y su importancia en los eventos actuales, Torque deberá mandar a todos los monstruos de vuelta al infierno del que proceden.
En el juego podremos manejar un gran número de armas, tanto armas de fuego como cuerpo a cuerpo. Al igual que en el primer The Suffering, si Torque acumula suficiente rabia podrá transformarse en una terrorífica criatura, aún más letal y despiadada.

## Historia
El personaje protagonista se llama Torque. Es acusado de haber matado a su mujer y a sus hijos, es enviado a la isla de Carnate, en la cárcel de Abbott. El juego empieza cuando unas extrañas criaturas atacan y matan a todo el mundo dentro de la cárcel en la cual se encuentra.
En la segunda parte del juego Torque escapa Carnate Island, el lugar de su encarcelamiento, y los intentos de regresar a su ciudad natal de Baltimore, sólo para ser capturado por una misteriosa organización paramilitar conocida como la Fundación. La aparente líder de la Fundación es una mujer llamada Jordania, que quiere estudiar a Torque y su conexión con los malhechores, las criaturas que aparecieron cuando fue enviado a Carnate Island. Torque consigue escapar de sus captores y es impulsado por el fantasma de su esposa muerta Carmen para regresar a su apartamento e investigar la muerte de su familia, donde se aprende que un poderoso señor del delito por el nombre de Blackmore (para quien trabajó Torque) Es en última instancia responsable de sus muertes. Gran parte de su conmoción, sin embargo, parece que los horribles malhechores que habían llevado a la ruina Carnate Island lo siguieron a la península para continuar sus extensas de asesinato y caos, la oscuridad a la alimentación y la historia antigua de la ciudad a de crecer fuerte. Torque hace su camino a través de la ciudad en virtud de la cuestionable orientación del Dr. Killjoy, que quiere ayudar a comprender a Torque su estado mental y su pasado. 
Al final del juego se descubre que Blackmore es, en realidad, una de las personalidades alternas de Torque, que apareció cuando él era un niño cuando vivía en un orfanato llamado El Hogar Infantil Garvey. Hay tres posibles terminaciones dependiendo de la moralidad de los jugadores al final del juego: 
- Torque es completamente superado por Blackmore, quien toma el control total de la personalidad de Torque (Mala).
- Torque y Blackmore son incapaces de dominarse unos a otros y permanecen en sus estados actuales de oposición (Neutral).
- Torque elimina la presencia de Blackmore de su mente (Buena).

## Modo de Juego
The Suffering: Ties That Bind cuenta con un número de cambios de juego del original The Suffering. El jugador ya no puede llevar a rellenar botellas xombium para su salud cuando lo necesitan, y en su lugar debe confiar en camionetas estacionarios ubicados en todo el nivel. La jugabilidad también está ahora limitada a cargar sólo con dos armas a la vez. Torque también ha adquirido la capacidad de agacharse.

## Personajes
Los seres humanos
- Blackmore

Un misterioso señor del crimen que se encuentra en el centro de la lucha de Torque. Él es inexplicablemente vinculado a cada acto importante en la vida de Torque incluido su encarcelamiento y la muerte de su familia. Más tarde se descubre que él es en realidad el alter ego de Torque, que toma el control de él cada vez que el juego avanza. Torque alegó en su caso judicial que él se ocultaba durante la muerte de su familia, lo que es verdad o no dependiendo de su moralidad en el final de la partida.
- Kyle

Un joven toxicómano que Torque deberá "ayudar" a la escolta de él un complejo de apartamentos para obtener sus medicamentos. Debido a su problema de las drogas, él piensa que Torque es su padre, y depende de él para su protección. Después de la inyección de sí mismo, encuentra su amigo Freddy en el suelo después de que se suicidó con una escopeta, la cual anteriormente no se han dado cuenta, a pesar de que estaba frente a la puerta. El jugador sabrá que él disparó accidentalmente, y probablemente mató a su hermano menor.
- Jordania

La aparente líder de la Fundación, que ha dedicado su vida al estudio de los malhechores. Debido a la conexión con las criaturas que tiene Torque, le ha hecho un objetivo de estudio para ella y ella pasa gran parte del juego en la búsqueda de él. Ella es una mujer fría y el cálculo de que no se detendrán ante nada para alcanzar sus objetivos. Ella incluso llegar hasta el punto de sacrificar su propia vida para engañar a Torque, creyendo que es de su parte. Si el jugador termina el juego con una buena moral, que su lucha en un helicóptero. Cuando ella sale, entonces suena una torreta, donde se puede terminar de una manera normal.
- Hejirah

Un antiguo vecino de Torque, que se reúne con él hasta cerca de su antiguo apartamento. Hejirah parece ser un militante musulmán miembro de un grupo nacionalista negro (Antes de partir con Torque le insta a seguir luchando, citando a Malcolm X por cualquier medio necesario decir) y se dirigía a reunirse con un grupo de sus amigos en una Lugar especial (un cristiano llamado Servicio de la 'misión'), en donde se supone que se reunirá una vez la ciudad se derrumbó. Él asiste a Torque en su camino a través de la ciudad hasta llegar a la Misión de la calle Canal, donde está muy sorprendido de encontrar que ninguno de sus amigos han llegado. Él decide esperar a que ellos lleguen con los medios de Torque.
- Miles

El mejor amigo de Torque y el titular de "El Metro" un bar de la ciudad. Él es sólo una de las pocas personas a las conversaciones de Torque. Parece decidido a averiguar la identidad de Blackmore he ir en contar de él. Fue creado por Blackmore, junto con Torque, y enviado a Baltimore Correccional oriental. Después de que Torque va a Baltimore trata de reunirse con Miles, alegando que él sabe cómo exponer a Blackmore. Los dos finalmente se reúnen de nuevo dentro de la zona oriental de Baltimore sólo para ver que Miles es atacado por Copperfield. Posteriormente comprueba que Miles sobrevivió al ataque, sin embargo, si Torque tiene la moral negra es controlado por Blackmore, lo que resulta la muerte de Miles.
- Consuela

La esposa de Ernesto a partir del primer juego. Ella sobrevivió a la Carnate incidente y fue encarcelada por la Fundación. Torque la encuentra encerrada en los muelles y pueden elegir su libertad. Si son rescatados, Consuela será separado de Torque, después que se encontró junto con ella en Creeper. El jugador puede optar por dejarla morir, o en el ataque de Creeper su rescate. Más tarde Torque puede ayudar a volver a su Carnate para encontrar Ernesto. Consuela del recuento de los esposos y leyendas urbanas forma parte del juego del Archivo de la sección.
- Reilly

Un soldado de la Fundación que se da cuenta de que las criaturas nunca dejan de aparecer y ha renunciado a su misión. En uno de los capítulos, que le ayuda a encontrar Blackmore. Tiene un grueso acento irlandés y lleva una pesada ametralladora. En la tienda de máquina, tras una emboscada tendida por una horda de Arsonists, será atrapado detrás de los incendios - Torque puede elegir ir por el extintor del incendio para salvarlo de los disparos, o dejarlo morir. Si rescatados, se parte con los medios de par en el camino hacia el ascensor. Él puede ser visto de pie cerca de Jordania, cerca del comienzo del juego.
- Elroy Warden (A. K. A. Junior)

Hijo de Elroy Senior Warden, que murió en una revuelta hace 30 años. Él es físicamente débil, pero es valiente y fuerte dentro de su corazón. Él no tiene la idea de los crímenes que Torque (o Blackmore) es acusado de cometer. Torque puede ayudarle a hacer un pequeño ejército de supervivencia, o dispararle en la vista como un mal acto.
- Los agentes de policía

Varios policías tratando de sobrevivir de la masacre de los monstruos que infestan las calles de Baltimore. Torque se reúne por primera vez con uno después de que dos de sus compañeros de este son asesinados por un Triggerman. Después de Torque mata a dos Triggermen, dejar que tienen una escopeta, mientras que la otra funcionaria sustituye Torque en agradecimiento. Más tarde, en la región Este, Torque se reúne con Elroy Warden, y más tarde, otros tres oficiales, que será aliado o enemigo, dependiendo si Torque está con Elroy. Sólo estos policías saben de la estancia de Torque en la prisión oriental cinco años antes. La última policía se reúne con Torque, cuando está detrás de un muro. Torque le puede liberar mediante el uso de su locura derrumba la pared, o su vez, se encarga de la biela contra su voluntad y darle muerte como un mal acto. 
- Supervivientes de Baltimore

A través del juego, Torque se encontrará supervivientes, en su mayoría armados o las armas se encuentran cerca de ellos. Uno de estos supervivientes, es Ranse Truman (con una Tommy Gun cerca), el hombre que escribió todos los mensajes visto durante las pantallas de carga. 
- soldados (fundación)

Torque también se enfrenta a oponentes humanos, en forma de soldados de la Fundación (en sustitución de la OC del juego anterior), los miembros del ejército privado de Jordania. Fundación de los soldados están equipados con ametralladoras y armaduras, y algunos también tienen balas escudos antidisturbios. Los humanos enemigos son significativamente más fuertes que muchos de los otros enemigos encontrados en el juego, ya que utilizan armamento de gran alcance, a menudo se encuentran en grupos y tienden a hacer uso de la cubierta. 
- Reclusos

En el comienzo del juego, durante la manifestación, algunos reclusos atacan a Torque con cuchillos. Una de las primeras situaciones implica un guardia atado a una silla con varios reclusos que exhorta al jugador que desee ejecutarlos. Sin embargo, después de unos segundos, un capitán Matador del grupo ataca, independientemente de las acciones del jugador. Cinco años más tarde, tres reclusos (llamado T-Rod, Sammy, y Jerome) aliarse con Torque por respeto.

## Recepción
Ties That Bind recibió críticas favorables, pero en general fue visto como inferior al juego original. La versión para PC tiene un puntaje agregado de 73 de 100 en Metacritic, basado en veinte revisiones; la PlayStation 2 versión 75 de 100, basada en treinta y siete revisiones; la versión de Xbox 76 de 100, basada en treinta y seis revisiones.
David Chapman de GameSpy, calificó las versiones de PlayStation 2 y Xbox 3.5 de 5, De los gráficos, escribió "no ha habido muchas mejoras sobre el juego original. Colocados uno al lado del otro, los jugadores serían algo difíciles presionado para adivinar qué juego fue el lanzamiento más reciente". Criticó la falta de diferenciación entre el juego y su predecesor, argumentando que "se siente más como una expansión que como una verdadera secuela. Si has jugado el primer juego, Ties That Bind simplemente se siente más como lo mismo". Sin embargo, concluyó " El sufrimiento: los lazos que unen es un sólido accióntítulo que debería satisfacer a los fanáticos del juego original. Aunque el juego no trae muchas nuevas experiencias a la mesa, hace un gran trabajo al agregar a la experiencia que los jugadores disfrutaron la primera vez". Scott Osborne anotó la versión para PC 3 de 5, escribiendo "la jugabilidad se siente estancada en el pasado, como una repetición del primer juego". Fue crítico con el puerto, citando "fallas gráficas", "problemas al cargar juegos guardados" y errores que rompen el juego. "La jugabilidad y los escenarios no son particularmente emocionantes, pero el ritmo es tenso y la historia y la actuación están por encima de la media. Los fanáticos del primer juego deberían disfrutar aprendiendo más sobre la vida nublada de Torque pero si eres nuevo en la serie tú.
Ellie Gibson de Eurogamer, calificó la PlayStation 2 versión 7 de 10, escribiendo "esta es una secuela que realmente no mueve mucho las cosas no hay muchas novedades aquí". Elogió los entornos, que llamó "diversos, detallados y brillantemente iluminados" y los enemigos los refirió como "bien diseñados, con animaciones fluidas y patrones de ataque variados". Ella concluyó: "No hay muchas novedades aquí pero la buena noticia es que se las han arreglado para no estropear ninguna de las cosas que hicieron que el original fuera tan agradable. Este no es un juego que es va a elevar las barras, empujar los sobres o revolucionar los géneros, pero si jugaste y disfrutaste el primer juego y te apetece más de lo mismo, The Suffering:
GameSpot's Jeff Gerstmann anotó el gol del 7,2 sobre 10. Fue crítico con el modo de juego general, que argumentó 'se reduce rápidamente hasta que va desde una habitación a otra, matando todo lo que aparece en el camino. También fue crítico con el diseño de la criatura, que consideró "reciclado en gran parte del juego del año pasado, lo cual es decepcionante. La forma en que los monstruos del último juego se basaron en varios métodos de ejecución fue interesante, pero adaptarlos para que encajen en la calle de Baltimore el crimen parece barato". Concluyó " The Suffering: Ties That Bind tiene sus momentos, pero la mayoría de estos momentos son el mismo tipo de momentos que viste en el juego del año pasado. Si eres fanático del juego anterior y estás buscando más lo mismo, corbatas que unenencaja perfectamente, pero una mayor expansión en los temas del primer juego habría resultado en un producto final mucho más interesante".
Tom McNamara de IGN anotó el juego 8.1 de 10 escribiendo "Ties That Bindes un juego bastante sólido, y un corte por encima de la mayoría de los juegos en el género que se ven afectados por controles pobres, equilibrio pobre, música molesta, mala actuación de voz, historias delgadas y una serie de otros problemas que definen el vasto término medio. Surreal Software tiene una visión muy clara y detallada de la ubicación y las personas y las almas torturadas que lo pueblan, un esquema de control intuitivo y suave, y una atmósfera goteante y cautivadora de pesadilla impredecible ". Sin embargo, al igual que otros críticos, sintió el juego no se basó en el original lo suficiente, "no hace mucho para expandir el tema del original: las visiones de la pesadilla de la prisión cobran vida, los fantasmas que matan y la agitación de la violencia. le gustó el original, debería gustarle Ties That Bind ".
Game Informer ' s Jeremy Zoss anotó la versión de Xbox 8,5 sobre 10, llamando al juego de 'uno de los títulos de acción interesante y atractivo mayor parte del año.' Elogió la madurez mostrada por el juego al presentar sus temas; "La pobreza, el abuso de drogas y doméstico, la esclavitud y las enfermedades mentales se exploran, y ninguno de estos problemas se explota o trata a la ligera. Ties That Bind es también el único juego que he visto que presenta unpersonaje islámico que no es t un terrorista o un villano. Por otro lado, Ties That Bindes retorcido y violento, y presenta un lenguaje que hará que incluso las personas con las más desagradables orinales se estremezcan ". Concluyó:" Es simultáneamente divertido y extremadamente frustrante, convincente y defectuoso, maduro y asqueroso, atractivo y confuso. Como juego, puede ser agravante, pero como una pieza de narración interactiva, coquetea con brillantez".

## Película
El 8 de septiembre de 2005, Midway Games y MTV Films anunciaron una adaptación cinematográfica de The Suffering y The Suffering: Ties That Bind que estaba en desarrollo. Stan Winston había firmado para trabajar en el proyecto, con los productores Jason Lust y Rick Jacobs. Aún no se ha contactado a escritores, actores o directores. Sin embargo, desde entonces no ha habido más desarrollos, con el proyecto presumiblemente cancelado.